# چارلی دنیلز (بازیکن فوتبال)
چارلی دنیلز (انگلیسی: Charlie Daniels؛ زادهٔ ۷ سپتامبر ۱۹۸۶) ورزشکار اهل بریتانیا است.
از باشگاه‌هایی که در آن بازی کرده‌است می‌توان به باشگاه فوتبال ای. اف. سی بورنموث، باشگاه فوتبال جیلینگام، باشگاه فوتبال چسترفیلد، باشگاه فوتبال لیتون اورینت، و تاتنهام هاتسپر، باشگاه فوتبال لیتون اورینت، و باشگاه فوتبال ای. اف. سی بورنموث اشاره کرد.